# Jean Georg Haffner
Pour les articles homonymes, voir Haffner.
Jean Georg Haffner, né le 20 septembre 1775 à Colmar et mort 20 avril 1830 à Dantzig, est médecin militaire français et le fondateur de la première station thermale située à Sopot.

## Biographie
Jean Georg Haffner est chirurgien dans l'armée napoléonienne. Il participe à de nombreuse batailles comme Ulm, Austerlitz et Iéna. Il fait partie de l'armée venu assiéger la ville de Dantzig en mars 1807. Le siège terminé, il reste en garnison dans la ville. 
À Dantzig, il épouse en 1808 Regina Karoline Bruns, veuve de Johann Christoph Böttcher. 
À partir de 1811, il est médecin auprès des civils de Dantzig. Il procède à des campagnes de vaccination contre la Cowpox. En 1814, lorsque les troupes françaises se retirent de la région en 1814, Jean Georg Haffner quitte l'armée et reste en ville.
En 1823, Jean Georg Haffner obtient des autorités prussiennes la licence et le droit exclusif d'établir et d'exploiter une station thermale à Zoppot. Le terrain le long de la plage, nécessaire à la réalisation du projet, lui est cédé sur la base d'un bail héréditaire. Il construit et finance lui-même un hôtel thermal et plusieurs pavillons de bains. Le centre thermal qu'il fonde entraine le développement ultérieur de Sopot en une ville thermale réputée bien avant les villes françaises (Deauville, Monte-Carlo et Biarritz).
À sa mort en 1830, son beau-fils Ernst Böttcher continue de développer la station thermale. 

## Distinction
- Chevalier de la Légion d'honneur (1er octobre 1807)[1].